# Сава Китринопуло
Сава М. Китринопуло е български общественик и търговец от гръцки произход във Варна от времето на Княжество България.

## Биография
Търговската къща Сава М. Китринопуло започва дейност със строителни и технически материали във Варна през 1878 г. Обществено-политическата му дейност се развива след сътрудничество с радославистите, когато на проведените общински избори във Варна през 1894 г. Сава Китринопуло е избран за общински съветник от Бюрото на Народната партия. Извършва ревизии на финансовите операции на общината през месец юли 1894 г. и през месец март 1895 г. През 1895 г. е преизбран за член на Варненския общински съвет с листата на опозиционната Либерална партия (радослависти). Прави дарение за местната пожарна команда след овладяването на пожара от 20 юни 1906.
През следвашите години поддържа и разраства търговската си дейност като фирма "Кинтронопуло & Калудис", която открива кантора в Пирея, Кралство Гърция и започва износ и внос от и за Царство България. През 1922 г. внася в България строителен цимент Геленджик от СССР. На 14 януари 1924 г. във Варна е регистрирано акционерно дружество, поемащо целия автив и пасив на търговската фирма Сава М. Китринопуло. Дружеството се занимава с търговски, индустриални, комисионни, банкови и други операции с бояджийски стоки и зърнени храни и има управителен съвет в състав Софокъл С. Китринопуло, Клеоники С. Китринопуло и Петър Анчев.